# 보츠와나 국민전선
보츠와나 국민전선(영어: Botswana National Front, BNF)은 보츠와나의 사회민주주의 정당이다. 1969년 총선 이후 2024년 총선까지 보츠와나의 주요 야당으로 활동했으며, 현재는 여당 연합인 민주적 변화를 위한 우산당(UDC)의 가장 큰 구성 정당이다. 당 대표인 두마 보코는 2024년부터 보츠와나 대통령으로 재임 중이다.
BNF는 1994년 총선에서 전체 득표율 37.1%를 기록하고, 40석 중 13석을 확보하며 창당 이래 최대의 선거 성과를 거두었다. 그러나 1998년 당내 분열로 인해 국회의원 13명 중 11명이 탈당하여 보츠와나 의회당(BCP)을 창당하였다. 그 결과, 1999년 총선에서는 득표율이 26%로 하락하고, 국회의석도 6석으로 줄어들었다.
2004년 총선에서는 26.1%의 득표율로 57석 중 12석을 차지했으나, 2009년 총선에서는 의석 수가 다시 6석으로 줄어들며 당의 대표성이 약화되었다. 2010년 7월, 당의 전 부대표 올레빌레 가보로네가 보츠와나 민주당(BDP)으로 이적함에 따라, BNF의 국회의석은 5석으로 감소하였다.

## 역사
BNF는 보츠와나 민주당(BDP)이 자치 정부 선거에서 압승한 직후이자 보츠와나가 독립하기 직전에 해당하는 1965년에 창당되었다. BNF의 초기 목표는 1963년~1964년에 분열을 겪은 보츠와나 인민당의 다양한 계파들과 BDP에 반대하는 다른 세력들을 재통합하는 것이었다.
1969년, 바쵸엔 가세이치웨는 보츠와나 정부가 인정한 방과케체 부족 (보츠와나 남부의 부족)의 추장직에서 사임하고 BNF에 합류했다.
1970년대와 1980년대 동안 BNF는 전통 권위의 보존에 관심을 가진 보수적인 부족 지도자들 (바쵸엔 가세이치웨가 이끌었음)과, 정부의 부르주아 정책에 우려를 가진 사회주의자들 (케네스 코마가 이끌었음) 간의 느슨한 연합이었다.
BNF가 처음으로 전국적인 의석을 확보한 것은 1969년으로, 이때 응과케체 지역에서 3석을 얻었다.
1999년과 2004년 선거에서 BNF와 BCP 간의 표 분산으로 인해 BNF와 야당 전체의 국회 의석수가 줄어들었다. 1999년 선거에서 BNF는 13석 중 6석만을 유지했으며, BCP는 단 한 석만을 차지했다.
의석 수가 40석에서 57석으로 늘어난 덕분에, BNF는 득표율에 큰 변화가 없었음에도 불구하고 2009년 선거에서 12석을 확보할 수 있었다. 반면, BCP는 의석 확대의 혜택을 보지 못했고, 다시 한 석만을 차지하는 데 그쳤다.
2010년 7월까지 이 당은 오츠웰레체 무포가 이끌었다. 무포는 스스로 가난한 사람들이 빈곤에서 벗어날 수 있도록 돕는 것이 필요하다고 강조해 왔다.
2006년, 무포는 여러 차례 공개적인 망신을 겪었고, 이는 당 내부에서 심각하고 점점 거세지는 도전에 직면하게 만들었다. 그의 지도력은 2007년에 열린 특별 당 대회에서 재확인되었지만, 반대자들은 계속해서 그의 지도력에 도전했다.
2008년과 2009년 동안 BNF는 여러 주요 당원들, 그 중에는 일부 국회의원들도 포함되어 있었는데, 이들을 정당에서 정지시키거나 제명하였다. 또한 당은 예비선거와 관련하여 여러 차례 법적 분쟁을 벌이기도 했다.